# کیلی (ویرجینیای غربی)
کیلی (به انگلیسی: Kelly) یک منطقهٔ مسکونی در ایالات متحده آمریکا است که در شهرستان لوگان، ویرجینیای غربی واقع شده‌است. کیلی ۳۴۲٫۹ متر بالاتر از سطح دریا واقع شده‌است.